# Got to Be There (singolo)
Got to Be There è il singolo che segna l'esordio come solista del cantante statunitense Michael Jackson, estratto dall'album omonimo nel 1971.

## Descrizione
Berry Gordy, il patron dell'etichetta discografica Motown, volle spronare il giovane Michael Jackson ad intraprendere una carriera solista senza i suoi fratelli, producendo il primo singolo da solista del cantante e, successivamente, il suo primo album. Secondo alcune ricostruzioni, a dare l'idea al produttore fu il gruppo "rivale" dei Jackson 5, gli Osmonds, che nell'estate dello stesso anno avevano visto il loro cantante principale, e coetaneo di Michael, Donny Osmond, realizzare il suo primo singolo e il suo primo album da solita, con grande successo. Gordy mise così al lavoro il suo fidato team di autori e, nel giro di pochi mesi, il singolo di esordio di Michael, e il relativo album, erano pronti. Il brano, scritto da Elliot Willensky e prodotto da Hal Davis, già produttore dei Jackson 5, venne ben accolto dalla critica ed ebbe un successo quasi immediato: entrò nella Top 10 statunitense raggiungendo la posizione numero 4.

## Altre versioni
Got to Be There venne reinterpretata da Chaka Khan e inserita nel suo album omonimo del 1982. Nel 1993 ne fu incisa una versione strumentale dal cantante e chitarrista jazz George Benson per il suo album Love Remembers. Fu anche reinterpretata nel 2007 dai Boyz II Men nel loro album Motown: A Journey Through Hitsville USA e dai The Miracles nei loro album Flying High Together e Smokey Robinson & The Miracles: 1957-1972.

## Tracce
1. Got to Be There – 3:22 (Willensky)
2. Maria (You Were the Only One) – 3:41 (Brown/Glover/Gordy/Story)

Durata totale: 7:03

## Classifiche
| Classifica (1971)                      | Posizione |
| -------------------------------------- | --------- |
| Regno Unito                            | 5         |
| Classifica generale di Billboard (USA) | 4         |
| Classifica rhythm and blues (USA)      | 4         |

## Accrediti
- Scritta e composta da Elliot Willensky
- Prodotta da Hal Davis
- Voce principale e cori di Michael Jackson
- Cori aggiuntivi di cantanti vari
- Arrangiamento di Dave Blumberg
- Arrangiamento vocale di Willie Hutch
- Orchestrazione di vari musicisti di Los Angeles
- Altri cori di Marlon Jackson e Jackie Jackson